# マイケル・ボール
マイケル・ボール（Michael BALL, 1979年10月2日 - ）はイングランド・クロスビー出身の元同国代表サッカー選手。現役時代のポジションはDF（左サイドバック）。

## 経歴
2005年8月にPSVアイントホーフェンに移籍したが、1シーズン半で12試合しか出場しなかった。2007年1月、マンチェスター・シティFCに移籍した。
2001年2月28日、スペイン戦でイングランド代表デビューした。出場はこの1試合のみである。

## タイトル
レンジャーズ
- スコティッシュ・プレミアリーグ 2004-05
- スコティッシュリーグカップ 2005

PSV
- エールディヴィジ 2005-06